# Europarlamentari pentru Belgia 1999-2004

## A
- Anne André-Léonard (Partidul European Liberal Democrat și Reformist)

## B
- Ward Beysen (Neafiliați)

## C
- Philip Claeys (Neafiliați)
- Willy De Clercq (Partidul European Liberal Democrat și Reformist)

## D
- Jean-Maurice Dehousse (Partidul Socialiștilor Europeni)
- Véronique De Keyser (Partidul Socialiștilor Europeni)
- Gérard Deprez (Partidul Popular European)
- Jan Dhaene (Grupul Verzilor - Alianța Liberă Europeană)
- Koenraad Dillen (Neafiliați)

## E
- Saïd El Khadraoui (Partidul Socialiștilor Europeni)

## G
- Mathieu Grosch (Partidul Popular European)

## H
- Michel Hansenne (Partidul Popular European)

## J
- Pierre Jonckheer (Grupul Verzilor - Alianța Liberă Europeană)

## L
- Paul A.A.J.G. Lannoye (Grupul Verzilor - Alianța Liberă Europeană)

## M
- Nelly Maes (Grupul Verzilor - Alianța Liberă Europeană)

## R
- Frédérique Ries (Partidul European Liberal Democrat și Reformist)

## S
- Miet Smet (Partidul Popular European)
- Patsy Sörensen (Grupul Verzilor - Alianța Liberă Europeană)
- Bart Staes (Grupul Verzilor - Alianța Liberă Europeană)
- Dirk Sterckx (Partidul European Liberal Democrat și Reformist)

## T
- Marianne Thyssen (Partidul Popular European)

## V
- Anne Van Lancker (Partidul Socialiștilor Europeni)
- Johan Van Hecke (Partidul European Liberal Democrat și Reformist)

## Z
- Olga Zrihen (Partidul Socialiștilor Europeni)